# Václav Marek
Václav Marek, född 5 mars 1908 i Sadská, Böhmen, död 14 maj 1994 i Prag, Tjeckien, var en tjeckoslovakisk etnograf.

## Biografi
Václav Marek studerade ekonomi i Poděbrady år 1923-1924. Efter att i sitt arbete i en kvarn förlorat sin vänstra hand 1926 började han arbeta för ett arkitektföretag i Lomnice nad Popelkou. Därefter återvände han till sin födelseby men han hade inget arbete. År 1929 reste han utomlands. Han besökte 20 länder i Europa, från Spanien till Finland varunder han började skriva berättelser.
År 1933 kom Václav Marek till Susendalen i Hattfjelldals kommun i Norge. Han anlände till fots, efter att ha vandrat över fjällryggen från Klimpfjäll i Sverige. Han rotade sig snabbt i området, försörjde sig på olika småjobb runt om i gårdarna och blev kvar i 15 år. Marek vistades ofta till fjälls och blev mycket intresserad av samernas liv. Han intervjuade dem, gjorde omfattande anteckningar och tog många fotografier. Under andra världskriget hjälpte han flyktingar att fly över fjället till Sverige, varför han arresterades av tyskarna 1944 och sattes i fängelse i Mosjøen. Flyktingverksamheten lät sig dock inte bevisas och Marek släpptes.
Marek återvände till Tjeckoslovakien 1948 och gifte sig med Hermina Střízková. Först arbetade han på en forskningsavdelning för biologi, där han skrev flera artiklar om jakt och skogsbruk. Han ansökte 1948 om medlemskap i kommunistpartiet i Tjeckoslovakien, som han aldrig fick. Från 1951 arbetade han på Institutet för skogsbruk i Zbraslav, med fokus på markzoologi. Från 1955 arbetade han för den tjeckoslovakiska Akademin för Jordbruksvetenskaper fram till början av processen för normalisering.
Efter återkomsten till Tjeckoslovakien återvände Václav Marek bara en gång till Norge, 1979.

## Verk
Museet i Hattfjelldal anordnade en utställning med Mareks bilder tagna under hans norska vistelse. I Børgefjell nationalpark finns det också en led tillägnad hans minne, som heter Marek Leden.
Sedan 1930-talet skrev han flera artiklar om samernas historia, kultur och religion, främst på tjeckiska. Den tjeckoslovakiska tidskriften Ethnographie har publicerat flera artiklar om samisk religion och kultur. Som jordbruksteoretiker var han också mycket intresserad av renskötsel och skrev flera artiklar om ämnet.
År 1972 publicerades hans bok Nomads eviga längtan som utgör första delen i en trilogi som var inspirerad av hans vistelse i Susendal. De andra delarna i trilogin publicerades först senare.
På norska finns boken Samene i Susendalen som gavs ut i samarbete med Hattfjelldals kommun 1992.
År 2000, efter Mareks död, kom hans Noidova smrt (Död nåjd) ut, innehållande berättelser och legender från Lappland som består av många noveller som han samlat genom åren. Under 2009 kom hans Gammal religion i Lappland ut som innehåller en halvt etnologisk studie av samernas religion samt några andra studier. Majoriteten av hans arbete väntar fortfarande på att bli publicerade.

### Titlar tillgängliga på svenska bibliotek
- Marek, Václav (på tjeckiska). Kočovníci věčné touhy: [Příběhy z minulosti Laponska.]. Brno: Blok. Libris 62413
- Marek, Václav (1955) (på tjeckiska). O dávných náboženských představách Laponců. Praha. Libris 11878819
- Marek, Václav (1956) (på tjeckiska). K otázce přežitků totemistických představ u Laponců. Libris 11881449
- Marek, Václav (1961) (på tjeckiska). Laponské pohádky a pověsti a jejich zhodnocení pro všeobecnou folkloristiku. Libris 11881406
- Marek, Václav (1992) (på norska). Samene i Susendalen. Hattfjelldal: Hattfjelldal kommune. Libris 7782275. ISBN 82-991610-1-0
- Marek Václav, red (2000) (på tjeckiska). Noidova smrt: pověsti a pohádky z Laponska. Edice delfín ; Svazek 32. Praha: Triada. Libris 9859810. ISBN 80-86138-32-1

## Priser och utmärkelser
Václav Marek fick Hattfjelldals kommuns kulturpris 1992.